# گنتا ماتسو
گنتا ماتسو (انگلیسی: Genta Matsuo؛ زادهٔ ۲۶ مهٔ ۱۹۸۶) بازیکن فوتبال اهل ژاپن است.
از باشگاه‌هایی که در آن بازی کرده‌است می‌توان به باشگاه فوتبال ناگویا گرامپوس اشاره کرد.